# ブルガキサンチン

Vulgaxanthin I

ブルガキサンチン(Vulgaxanthin)は、ベタキサンチンの分類であり、赤色のテーブルビートに含まれる優先的な黄色の色素である。他に、オシロイバナやフダンソウにも含まれる。抗酸化物質としての性質を持つ色素で、I、II、III、IV、Vの種類がある。全てのベタキサンチンと同様に、分解されずに酸によりアグリコンに加水分解されることはない。水分活性もこの抗酸化物質の安定性に影響を与えている。天然の栄養補助剤として研究されているが、不安定性が問題となっている。

## 反応
- ブルガキサンチン-II + アンモニア + NADH = ブルガキサンチン-I + NAD+ + 水
- ブルガキサンチン-I + 水 = ブルガキサンチン-II + アンモニア
- ブルガキサンチン-II + ATP + アンモニア = ブルガキサンチン-I + ADP + オルトリン酸
- ブルガキサンチン-II + ATP + アンモニア = ブルガキサンチン-I + 二リン酸 + 5'-AMP
- ベタラミン酸 + L-グルタミン + ATP = ブルガキサンチン-I + ADP + オルトリン酸